# Alloecella longispina
Alloecella longispina is een schietmot uit de familie Helicophidae. De soort komt voor in het Australaziatisch gebied.